# Mediorhynchus rodensis
Mediorhynchus rodensis är en hakmaskart som beskrevs av Cosin 1971. Mediorhynchus rodensis ingår i släktet Mediorhynchus och familjen Giganthorhynchidae. Inga underarter finns listade i Catalogue of Life.